# Detroit Stories
Detroit Stories è il ventottesimo album in studio del cantautore statunitense Alice Cooper, pubblicato nel 2021.

## Tracce
1. Rock & Roll (The Velvet Underground cover) – 4:43 (Lou Reed)
2. Go Man Go – 2:40 (Alice Cooper, Bob Ezrin, Tommy Henriksen, Wayne Kramer)
3. Our Love Will Change the World (Outrageous Cherry cover) – 3:39 (Matthew Smith)
4. Social Debris – 3:05 (Alice Cooper, Bob Ezrin, Neal Smith)
5. $1000 High Heel Shoes – 3:29 (Alice Cooper, Bob Ezrin, Wayne Kramer)
6. Hail Mary – 3:15 (Alice Cooper, Bob Ezrin, Tommy Henriksen)
7. Detroit City 2021 – 3:20 (Alice Cooper, Bob Ezrin, Tommy Henriksen, Ryan Roxie, Chuck Garric)
8. Drunk and in Love – 3:52 (Alice Cooper, Bob Ezrin, Dennis Dunaway)
9. Independence Dave – 2:57 (Alice Cooper, Bob Erin, Wayne Kramer)
10. I Hate You – 2:34 (Alice Cooper, Bob Ezrin, Dennis Dunaway)
11. Wonderful World – 3:20 (Alice Cooper, Bob Ezrin, Tommy Henriksen, Tommy Denander)
12. Sister Anne (MC5 cover) – 4:47 (Fred "Sonic" Smith)
13. Hanging On by a Thread (Don't Give Up) – 3:36 (Alice Cooper, Bob Ezrin, Tommy Henriksen)
14. Shut Up and Rock – 2:09 (Alice Cooper, Bob Ezrin, Tommy Henriksen, Tommy Denander)
15. East Side Story (Bob Seger & The Last Heard cover) – 2:52 (Bob Seger)

## Classifiche
| Classifica (2021) | Posizione raggiunta |
| ----------------- | ------------------- |
| Australia         | 3                   |
| Italia            | 39                  |
| Regno Unito       | 4                   |
| Stati Uniti       | 47                  |